# 露天平台

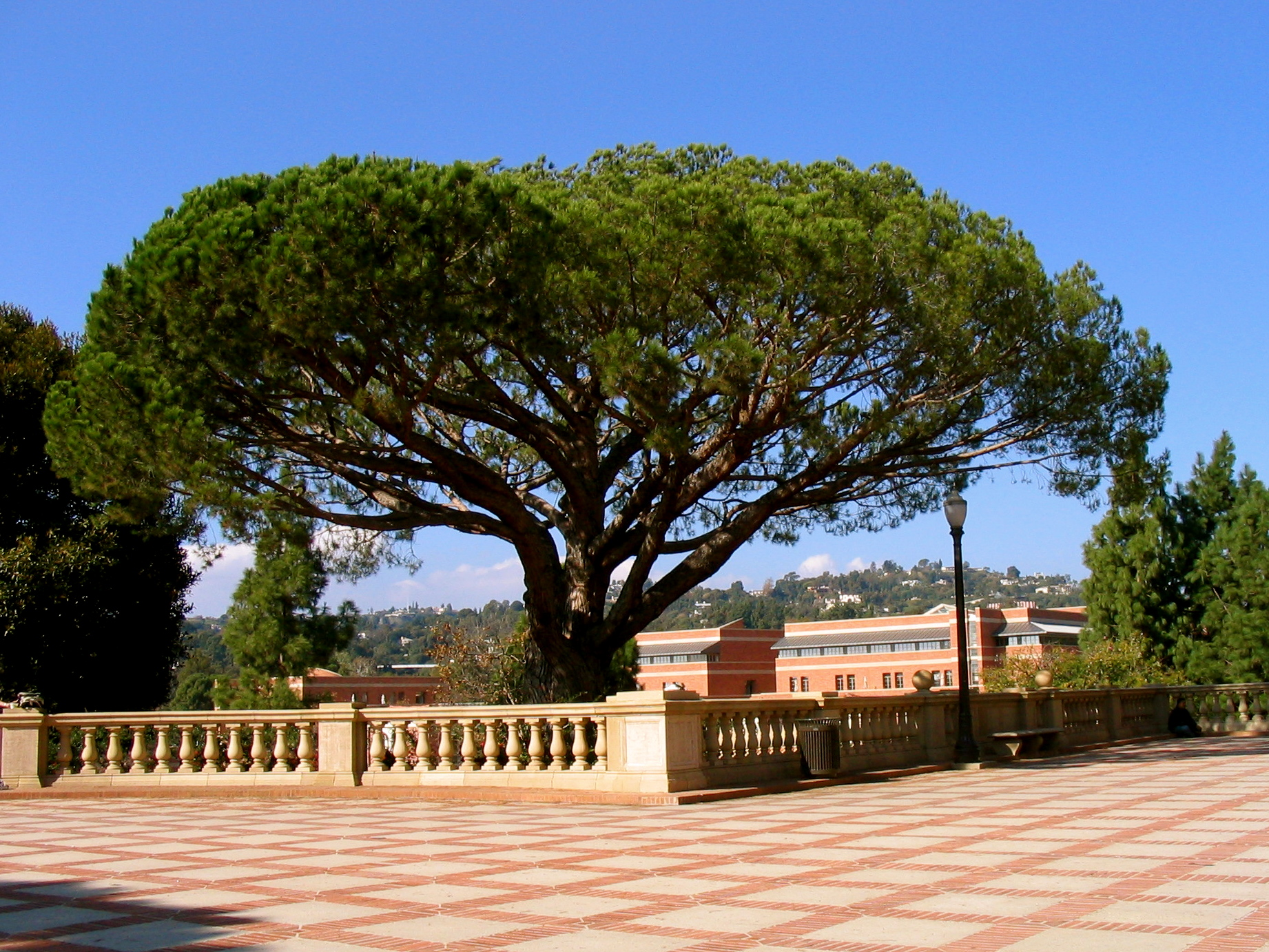
一处露天平台

露天平台（英語：terrace）是一个户外生活空间，是房屋（或公寓、楼房、酒吧、餐厅、公共花园等）的露天延伸，一般建在底层（或屋顶），有地板、花园家具、观赏植物，边上有栏杆。